# Бескровное (Кролевецкий район)
Бескровное (укр. Безкровне) — село,
Быстрикский сельский совет,
Кролевецкий район,
Сумская область,
Украина.
Код КОАТУУ — 5922681702. Население по переписи 2001 года составляло 48 человек .

## Географическое положение
Село Бескровное (Безкровное) находится на расстоянии в 4,5 км от города Кролевец, примыкает к селу Соломашино..
К селу примыкают лесные массивы.
Рядом проходит автомобильная дорога Т-1907. Своё название получило от первых жителей семьи Акима Безкровного, которого при коллективизации заставили поселиться на этой территории. Его дом был разобран на стройматериал из которого были построены дома Василия Акимовича, Павла Акимовича.